# Syndicat national des personnels de direction de l'Éducation nationale
Le Syndicat national des personnels de direction de l'Éducation nationale (SNPDEN) est un syndicat français, affilié à la fédération UNSA Éducation.
Le SNPDEN syndique les personnels de direction des établissements publics locaux d'enseignement, c'est-à-dire les proviseurs et adjoints de lycée, principaux et adjoints de collège, certains directeurs d'établissement régional d'enseignement adapté (EREA), d'école régionale du premier degré (ERPD) et de section d'enseignement général et professionnel adapté (SEGPA). Il ne concerne pas les directeurs d'école primaire, qui appartiennent au corps de professeur des écoles.

## Historique
Le SNPDEN a été fondé en 1992 au sein de la Fédération de l'Éducation nationale par la fusion du SNPDES (personnels de direction de l'enseignement secondaire, créé en 1962 par regroupement de 4 organisations catégorielles) et du SNPDLP (proviseurs de lycées professionnels, créé en 1966 sous le nom de SNDCET, syndicat national des directeurs de collèges d'enseignement technique).
Il a organisé deux manifestations importantes qui ont regroupé à Paris l'une 6 000 personnels de direction (27 novembre 1994), l'autre 4 500, le 26 novembre 2006.
Ce syndicat s'est construit autour de la création et de l'amélioration du statut des personnels de direction de l'Éducation nationale (statut Monory de 1988) ; il l'a revendiqué et fait évoluer par son action permanente : accords avec Lionel Jospin (1990), Jack Lang (1993), François Bayrou (1995), Jack Lang (2000), Gilles de Robien (2007).

## Représentativité
Le SNPDEN revendique près de 10 000 adhérents et a obtenu 63.3% des voix aux élections professionnelles de 2022. Il détient 6 des 8 sièges à la  commission administrative paritaire nationale des Personnels de Direction.
Scores précédents
- 2014 : 66,61 % des voix
- 2011 : 67.61%
Les deux autres organisations siégeant à la CAPN sont le syndicat « Indépendance et Direction »-FO, et la CFDT Éducation Formation Recherche publiques (ex-SGEN-CFDT) 

## Secrétaires généraux
Les secrétaires généraux successifs du SNPDEN ont été Marcel Peytavi (1992-1996 sauf août/décembre 1993), Robert Bourgeois (août/décembre 1993), Jean-Jacques Romero (1996-2002), Philippe Guittet (2002-2009).  Philippe Tournier, (2009-2018), Philippe Vincent (2018-2021). Le secrétaire général du SNPDEN en exercice est Bruno Bobkiewicz (élu lors du Congrès de mai 2021), proviseur du collège-lycée Buffon à Paris.